# IC 5169
IC 5169 — галактика типу SB0-a (компактна витягнута галактика) у сузір'ї Південна Риба.
Цей об'єкт міститься в оригінальній редакції індексного каталогу.